# 雷頌德
雷頌德（英語：Mark Lui Chung-tak，1969年7月9日—），香港男流行音樂創作人，出生於香港，中學時期往英國留學，大學時期修讀土木工程，1992年畢業後回香港發展事業，曾經是樂隊Dry成員，其後主要從事幕後製作，出道至今已為樂壇創作及監製不少的歌曲，除了成為黎明和陳慧琳的御用創作人之外，亦創作出多首紅遍全港的作品，例如梁漢文的《七友》、楊千嬅的《小城大事》等年度大熱作品，並為東亞唱片（製作）（Amusic）的董事及寰亞傳媒集團的A&R Director，其著名作品包括黎明的《情深說話未曾講》、陳慧琳的《風花雪》及《花花宇宙》等，他除了是一名音樂人外，還是一名時裝設計師及室內設計師。2007年，雷頌德與梁家玉結婚，二人育有2名兒子，其後於2018年移居英國，但仍時常回香港工作。

## 背景
雷頌德出生於香港，曾就讀聖保羅男女中學，完成中三課程後被家人送到英國Allhallows College繼續學業，其後於倫敦帝國學院修讀土木工程學士學位。在學時期已積極參與音樂活動，後來得以師承黃霑，替電影梁祝、青蛇等配樂，後來替郭富城打造了《純真傳說》的高峰，其後開始與黎明合作，便漸漸淡出郭的製作班底。一直以來，他所寫的流行曲很受香港樂迷歡迎，曾連續六年奪得CASH作曲家大獎。

## 音樂事業
1994年，雷頌德在黃霑引薦下加盟華納唱片，首張監製唱片為張衛健的《180°+》，翌年郭富城的經理人小美邀請他出任唱片監製，為郭富城製作《純真傳說》音樂專輯，此專輯獲得外界正面評價，為雷頌德打開了知名度，同時獲得黎明的經理人陳善之賞識，有意邀請他為黎明製作音樂，惟雷頌德認為黎明和郭富城同為香港四大天王，彼此存在競爭，他覺得自己不能吃兩家茶禮，而他答應為郭富城製作音樂在先，因此拒絕了陳善之的邀請，其後小美在郭富城籌備推出下一張音樂專輯的時候另選新的唱片監製，雷頌德因此離開了郭富城的音樂製作團隊；與此同時，雷頌德在華納唱片高層黃柏高拉攏下過檔到寶麗金唱片的附屬公司正東唱片，並答應陳善之的邀請加盟黎明的唱片製作團隊，歌曲〈情深說話未曾講〉是其代表作品之一，在合作過程中與黎明在音樂上找到共識，二人成為好友及合作夥伴。
1997年，雷頌德作為作曲家曾推出當年罕見的創作人精選《雷頌德音樂新世代個人作品集》。2005年，他又把其精選作品50多首輯錄成一盒3CD連DVD的《雷頌德Best》發售，作為其入行十年的一個紀念。雷頌德擅長創作多種類型流行曲，其中最教人深刻的是他曾掀起香港電子舞曲的熱潮，千禧年代初為陳慧琳、黎明創作的多首經典電子舞曲，如《失憶周末》、《越夜越有機》等等均為當時膾炙人口的作品。其工作伙伴包括填詞人林夕、黃偉文、甄健強及側田等。
除了幕後創作，雷頌德亦曾自組樂隊包括在1996年和馮德倫組成Dry，又於1999年跟其兩位同母異父的兄弟組成On-Line。此外，他亦曾參與電影演出，包括《周末狂熱》、《求戀期》、《新戀愛世紀》、《辣椒教室》等等。2003年將當時沒有名氣的音樂人側田簽入旗下On Your Mark LTD，繼以把他帶進金牌大風（即當時的金牌娛樂）當歌手，並成功將側田捧紅。2013年6月21至23日，在紅磡香港體育館舉行一連三場《雷頌德THANK YOU演唱會》，紀念入行二十年，並有多名歌手演出，包括黎明、陳慧琳、方力申、鄧麗欣、衛蘭、JW、盧巧音、楊千嬅、應昌佑、側田、李治廷、Rubber Band、鄭秀文、蘇永康、梁漢文、許志安。在演唱會上他與倫永亮合唱和演奏他的個人歌曲《放棄世界》，與馮德倫合唱《橙色一個天》及與馮德倫和陳慧琳合唱《紀念日》，當中多謝黃霑，由黎明唱出《明星》一曲，成為演唱會中唯一一首不是由他作曲的歌曲。2017年10月，雷頌德選擇作5首自己中的最愛，包括《眼睛想旅行》黎明、《人生如此》辛曉琪、《三角誌》盧巧音、《風花雪》陳慧琳、《為何他會離開你》林憶蓮。
2018年為香港青少年軍總會作曲嘹亮。

## 設計師生涯
雷頌德於英國倫敦帝國理工學院修畢土木工程後，多年來從事室內設計工作，包括不同規模的住宅、商鋪及商業辦公室。1999年，雷頌德創立他的個人設計公司——雷頌德設計工作（Mark Lui Design Works），將他的設計天賦擴展至更多不同範疇，由室內設計到創立首個男士服裝品牌。其中，雷頌德曾為COOLDAY, SIR - Today Is Cool服裝品牌獨立專門店旗下的高級男裝主線服裝設計師，以時尚的設計和上乘質料做出每款均為限量的服飾，將自己對「更完美世界」的理念投放到品牌上。
2010年，雷頌德獲《透視雜誌》頒發「專業室內設計大獎」。2010年7月，雷頌德與友人一起創立的時裝品牌Today is cool正式開業，品牌旗下的高級男裝主線Coolday，Sir更成為獨立的專門店，由首次擔當時裝設計師的他全權負責設計。2014年，雷頌德與香港首個專門設計及製造陀飛輪腕錶品牌「萬希泉」合作，向全球限量發售他的首枚陀飛輪腕錶——“The Time Machine”，限量的二百枚陀飛輪腕錶，旋即售罄。同年，雷頌德與RT Management Limited成為合作伙伴，並於K11購物藝術館舉行他的首個個人藝術及設計展——“Not About Pop Songs”。該展覽獲得空前成功，吸引眾多世界知名品牌與雷頌德合作設計不同產品。飛利浦、古珀行之「冠玲瓏」、Gibson Brands、萬希泉、Botkier New York、Hotel Sourcing International、香港貿易發展局等等，均與雷頌德有緊密合作。其中，他為Gibson設計了三款結他，名為 Eden of Corenet, the Double Dot 及 Fabulous。
2015年3月，雷頌德帶著他的設計靈感邁進另一層次。他與古珀行之「冠玲瓏」和Gibson Brands合作設計了一項大師級藝術作品——「冠玲瓏之伊甸園」（Eden of Coronet）——時尚華麗的鑽石結他。此結他採用超過400卡頂級鑽石及兩公斤足金製成。「冠玲瓏之伊甸園」將於2015年3月，在全球最盛大的鐘錶珠寶展——巴塞爾國際鐘錶珠寶博覽會（BaselWorld）1號展館首度亮相。「冠玲瓏之伊甸園」冀締造健力士世界紀錄，成為「全球最有價值結他」。
2015年暑假，雷頌德把他的藝術創作天賦發揮在更多不同範疇，設計人人都能享用到的產品，例如手機裝飾外殼、隨身充電器、休閒環保袋、一比一立體印製畫、精印錢包、筆記本、文件夾、消毒潔手液便攜式外殼等。這些產品於夏季在全球首次公開發售，香港零售點包括將軍澳PopCorn商場、尖沙咀K11 Design Store、海港城LCX、香港國際機場等；網上多個購物網均有發售，包括香港電視網上購物網、專賣名人限量設計產品的稻草商城、專賣最先進科技產品的Winner Concept等等。
2015年9月，雷頌德與香港首個專門設計及製造陀飛輪腕錶品牌「萬希泉」再度合作，連同擁有超過190年歷史的蘇格蘭大師級威士忌品牌“The Glenlivet”一同推出他設計的第二枚陀飛輪腕錶──錶身及錶盒設計靈感源於威士忌酒桶的「Bourbon」。同年12月，雷頌德推出他的第三枚陀飛輪——“Star Wars Series No.1 Captain Phasma”「星球大戰系列第一擊之法斯馬隊長」。
2018年，雷頌德携妻子移居英國伦敦陪伴正在当地读书的两个儿子，并亲自設計自己的新居。2020年，雷頌德作客J2節目我們的音樂時代表示移居英國後，尋回創作的初心。

## 作品

### 創作作品
1992年
|                                                                                                   | |
| - 何寶生 - 歎息故事（與C.Y. Kong合作） - 李克勤 - 敷衍（與C.Y. Kong合作） - 周慧敏 - 擁抱吧（曲） | - 鄭秀文 - 2gether（與C.Y. Kong合作曲、詞） - 譚錫禧、張偉文、雷有曜、雷有輝、王路明 - 男兒當自強（編） |

1993年
| | |
| - 王馨平 - 地心探險記（曲、編） - 王馨平 - 沉默的火花（編） - 辛曉琪 - 人生如此（國語版：人生如此） - 莫文蔚 - 這等待眼睛（曲、編、監） - 莫文蔚 - 原來……沒可能（曲、監） | - 莫文蔚 - 下雨的日子（曲、編、監） - 莫文蔚 - 要是一生都不老（編） - 莫文蔚 - 來吧（監） - 莫文蔚 - 可曾是錯（曲、編、監） - 關淑怡 - 不必說愛我（曲） |

1994年
| | |
| - 王馨平 - 冰火（曲、編） - 王馨平 - 想你親口說愛我（曲、編） - 伊能靜 - 上帝救我（曲、監） - 江希文 - 講不完的電話 - 吳奇隆 - My Summer Dream（編） - 吳奇隆 - 梁祝（編、監） - 林子祥 - 你是朋友（編、監） - 林子祥 - 不可能沒有你（監） - 林子祥 - 半杯酒 （曲、編、監） - 林子祥 - 我走我路（監） - 林子祥 - 今天的一切（編、監） - 林子祥 - 在這世界有你最好（監） - 林子祥 - 江湖滋味（編、監） - 林子祥 - 無愧於心（監） - 林子祥 - 小屋的風雨（監） - 林子祥 - 單手拍掌（監） - 林子祥 - 天地（編、監） - 洪楗華 - 青春像個謎 - 洪楗華 - No No不應該 - 洪楗華 - 或許會是一世的愛 - 張立基 - 不要悶人Remix（編） - 張衛健 - 傾心傾意傾神（監） - 張衛健 - 忘不了（編、監） - 張衛健 - 出賽（監） - 張衛健 - 完美的肖像（曲、編、監） - 張衛健 - 誰是個小丑（監） - 張衛健 - 它（監） - 張衛健 - 夜雪（監） | - 張衛健 - 您（監） - 張衛健 - 最真的感覺（監） - 張衛健 - 傾心傾意傾神 (Lazy, Busy Mix)（監） - 張衛健 - 誰是個小丑（全藍版）（監） - 張衛健 - 鐵路戀曲（編、監） - 郭富城 - 鐵幕誘惑（監） - 郭富城 - 痛哭（監） - 郭富城 - 想你每分鐘（曲、編、監） - 郭富城 - 名仕閣（監） - 郭富城 - 活在樂與怒（監） - 郭富城 - 天知道我愛你（監） - 郭富城 - 臨行（監） - 郭富城 - 吻我吧（監） - 郭富城 - 城不思汗（監） - 郭富城 - 半生緣份（編、監） - 郭富城 - 鐵幕誘惑（無限時空兵團Remix）（編、監） - 郭富城 - 改變的使命 - 郭富城 Feat. 黎 姿、袁潔瑩 - 天涯凝望（劇場版）（編、監） - 陳松伶 - 戀愛追逐（與鍾鎮濤合作） - 鄭嘉穎 - 失戀心情O-A-O（編） - 黎 姿 - 白恤衫（D+G Mix）（編、監） - 黎 姿 - 破例（監） - 黎 姿 - 請不必介意（曲、編、監） - 黎 姿 - 如果有一個他（曲、編、監） - 黎瑞蓮 - 酒場（編、監） - 黎瑞蓮 - 最孤單的心（監） - 蘇有朋 - 君子要動手（監） |

1995年
| | |
| - 王馨平 - 無限量（曲、編） - 古巨基 - 其實我…我…我（監） - 古巨基 - 順風車（曲、編、監） - 吳奇隆 - 活在幻想中（國語版：惦念） - 李樂詩 - 吾愛被愛（英語版：The One To Hold You）（監） - 李樂詩 - 夢醒好嗎（監） - 李樂詩 - 失戀於戈壁沙漠（監） - 李樂詩 - 算吧（監） - 李樂詩 - 感情用事（英語版：So Blind）（編、監） - 李樂詩 - 不想遠飛（編、監） - 李樂詩 - 浪漫性騷擾（監） - 李樂詩 - 折翼天使（曲、編、監） - 李樂詩 - 自己騙自己（監） - 郭富城 - 妳是我的一切（曲、編、監） - 郭富城 - 純真傳說（曲、編、監） - 郭富城 - 強（曲、編、監） - 郭富城 - 情人眼裡看世界（監） - 郭富城 - 天地不容（曲、編、監） - 郭富城 - 金色的一剎那（監） - 郭富城 - 望鄉之「再見螢火蟲」（編、監） - 郭富城 - 小城故事Budali（編、監） - 郭富城 - 戀愛中（曲、編、監） - 郭富城 - 是又怎樣?（監） - 郭富城 - 不只一次（監） - 郭富城 - 標準時間（監） - 郭富城 - 妳是我的一切之「春眠篇」（曲、編、監） | - 陳慧琳 - 醉迷情人（曲、編、監） - 陳慧琳 - 失戀可以好過些（曲、編、監） - 陳慧琳 - 愛難說（曲、監） - 陳慧琳 - 一切很美只因有你（國語版：一切很美 只因有你）（曲、編、監） - 陳慧琳 - 我要（曲、編、監） - 陳慧琳 - 唔關你事（曲、編、監） - 陳慧琳 - 我的心跟你一樣（國語版：把我放在你心上）（曲、編、監） - 陳慧琳 - 人們不會忘記（國語版：每個人都想愛你）（曲、編、監） - 陳慧琳 - 各有各自變心（監） - 陳慧琳 - 醉迷情人（Distorted Affair）（曲、編、監） - 陳慧琳 - 誰願放手（國語版：你讓我不一樣）（曲、編、監） - 陳慧琳 - 我會掛念你（監） - 陳慧琳 - 不歡樂小姐（監） - 陳慧琳 - 不知不覺（曲、編、監） - 陳曉東、邱穎欣、陳建穎、陳慧琳 - 打開天空（曲、編、監） - 葉蒨文 - 我有我的信用卡（編） - 葉蒨文 - 若有緣份（編） - 鄭伊健 - 一個為你甘去蹈火海的人（浪人版）（編） - 鄭秀文 - 男士今天你很好（國語版：佔領）（曲、編） - 羅敏莊 - 挑戰者（曲、編、監） - 羅敏莊 - 不必一世愛著你（曲、編、監） - 羅敏莊 - 了結他（編、監） - 蘇永康 - 識得繼續笑（曲、編） - 蘇有朋 - 愛上你的一切事情 - 蘇有朋 - 乖乖的放假 - 蘇有朋 - 惟願你知道 |

1996年
| | |
| - 何超儀 - 請按……（曲、編） - 吳奇隆 - 初戀總是這麼甜（曲、編、監） - 李克勤 - 小心輕放（曲、編） - 李蕙敏 - 非常幸會（曲、編） - 容祖兒 - 第一次我想醉 - 陳建穎 - 第八天（曲、編） - 陳慧琳 - 承諾與謊言（編） - 陳慧琳 - 謎（編、監） - 陳慧琳 - 寧願我會記不起（編、監） - 陳慧琳 - 風花雪（國語版：飛走，日文版：風花雪） - 陳慧琳 - Yeah! Yeah! Yeah! - 陳慧琳 - 懦弱 - 陳慧琳 - 親愛的 - 陳慧琳 - 感覺是多麼的美 - 陳慧琳、Dry - 紀念日（國語版：製造浪漫） - 林子祥 - 十分鍾意（編） - 湯寶如 - 危險期（曲、編、監） - 湯寶如 - 沒有新聞的日子（曲、編、監） - 湯寶如 - 我今天失戀？（曲、編、監） - 湯寶如 - 小事（監） | - 湯寶如 - 迷藥（曲、編、監） - 蔡安蕎 - 私生活（曲、編） - 黎 明 - 情深說話未曾講（曲、編、監） - 黎 明 - 情深說話未曾講（國）（曲、編、監） - 黎 明 - 微風之前（離別之後）（曲、編、監） - 黎 明 - 色情男女（曲、編、監） - 黎 明 - 你我（編、監） - 黎 明 - 或許…未必…不過（曲、編、監） - 黎 明 - 我走來走去（曲、詞、編、監） - 黎 明 - 感應（曲、編、監） - 黎 明 - 懺悔者（曲、編、監） - 黎 明 - 雜念（曲、編、監） - 黎 明 - 開放（曲、編、監） - 黎 明 - 原來戀愛（曲、編、監） - 黎 明 - 時間 時間（編、監） - 黎 明 - 一封給朋友的信（編、監） - 黃 霑 - 為自己當好漢（編、監） - 蘇永康 - 不見不散（曲、編） - 黎 姿 - 雙子跌落天秤（曲、編） - 鍾漢良 - 我要你（曲、編） |

1997年
| | |
| - Dry - 橙色一個天（曲、詞、編、監） - Dry - 有我必須有你（曲、編、監） - Dry - 下世紀（編、監） - Dry - 20,000日環遊世界（曲、編、監） - Dry - 男朋友（曲、編、監） - Dry - 有我必須有你（Real Mix）（曲、編、監） - Dry - 誰來開口（曲、編、監） - Dry - 由我做主（曲、詞、編、監） - 正東群星 - 一千種快樂 - 胡蓓蔚 - 別小看我 - 張燊悅 - 如何說再見（曲、編、監） - 張燊悅 - 但願人長久（編、監） - 許志安 - 星河感覺（曲、編、監） - 許志安 - 我的天, 我的歌（曲、編、監） - 陳慧琳 - 請柬（曲、編、監） - 陳慧琳 - 你會衝動（曲、編、監） - 陳慧琳 - 星夢情真（曲、編、監） - 陳慧琳 - 女人就是戀愛（編、監） - 陳慧琳 - 今夜很寧靜（曲、編、監） - 陳慧琳 - 有房出租（監） - 陳慧琳 - 我要看齣戲（曲、編、監） - 陳慧琳 - 期待（曲、編、監） - 陳慧琳 - 回情（曲、編、監） - 陳慧琳 - 一齣戲（曲、編、監） - 陳慧琳 Feat. 黃耀明 - 情人說（曲、編、監） - 陳慧嫻、杜德偉、彭 羚 - Sounds We Hear（曲、編、監） - 黃偉文 - 別小看我 - 黃耀明 - 唱機 | - 楊千嬅 - 情願（曲、編） - 葛民輝、張燊悅 - 我的男朋友是Prada（編、監） - 雷頌德 - 你們都很好（曲、詞、編、監） - 雷頌德 - 為你寫的歌（曲、詞、編、監） - 雷頌德 - 放棄世界（曲、編、監） - 黎 明 - 愛加深（曲、編、監） - 黎 明 - 只要為我愛一天（曲、編、監） - 黎 明 - 世界之最（曲、編、監） - 黎 明 - 也不夠（監） - 黎 明 - 向孩子學習（曲、編、監） - 黎 明 - 傳情達意（曲、編、監） - 黎 明 - 自然（曲、編、監） - 黎 明 - 全憑直覺（監） - 黎 明 - 煙花背後（編、監） - 黎 明 - 舊約（曲、編、監） - 黎 明 - 招呼你朋友（曲、編、監） - 黎 明 - 貪新愛舊（曲、編、監） - 黎 明 - 可否忘記他（曲、編、監） - 黎 明 - 黎明與我（曲、編、監） - 黎 明 - 闔家歡時間（曲、編、監） - 黎 明 - 曝光（曲、編、監） - 黎 明 - 扮幼稚（曲、編、監） - 黎 明 - 你令愛了不起（曲、編、監） - 黎 明、雷頌德 - 你這剎那在何方（曲、編、監） - 黎 駿 - 情不自禁（曲、編、監） - 蘇永康 - 談心（曲、編、監） - 蘇永康 - 秘密宣言（曲、編、監） - 蘇永康 - 好來好去（曲、編、監） |

1998年
| | |
| - Dry - 你甚麼都有（曲、編、監） - Dry - 掟跑車落海（曲、編、監） - Dry - 你的錯是我的對（編、監） - Dry - 然後（編、監） - Dry - 童真大志（曲、編、監） - Dry - 信我最後這一次（曲、編、監） - Dry - 我的世界（編、監） - Dry - 黑（編、監） - Dry - 拈花（曲、編、監） - Dry - 擺脫（曲、編、監） - Dry - 從前從前（編、監） - Dry - 陪著她（編、監） - Dry、鍾鎮濤 - 愛情組曲（編、監） - 許志安 - 二人行 一日後（曲、編、監） - 許志安 - 請你在餘生中等我（曲、編、監） - 許志安 - 愛妳（曲、編、監） - 許志安 - 愛海（曲、編、監） - 許志安 - 二人行 一日後（Afro Couple Mix）（曲、編、監） - 許志安、張學友、鄭中基 - 甲乙丙丁（曲、編、監） - 許志安、張學友、鄭中基 - 甲乙丙丁（3 Men And A Baby Mix）（曲、編、監） - 陳慧琳 - You're The One（曲、編、監） - 陳慧琳 - Da De Dum (我失戀)（曲、編、監） - 陳慧琳 - Summer Time（曲、編、監） - 陳慧琳 - 憎恨想念你（曲、編、監） - 陳慧琳 - 細雨（曲、編、監） - 陳慧琳 - 影中我（編、監） - 陳慧琳 - 一生一愛情（曲、編、監） | - 陳慧琳 - 真感覺（國語版：最真的模樣）（曲、編、監） - 陳慧嫻 - 因你才有這一天（曲、編、監） - 陳潔儀 - 有你愛過我（曲、編、監） - 陳潔儀 - 神奇（曲、編、監） - 曾志偉、吳君如、谷德昭、阮小儀 - 你得我（曲、編、監） - 葉蒨文 - 愛不只一次（編） - 黎 明 - 愛你/不愛你（曲、編、監） - 黎 明 - 不要講兩次（曲、編、監） - 黎 明 - 少見多掛（曲、編、監） - 黎 明 - 我這樣愛你（監） - 黎 明 - 神經質女主角（曲、編、監） - 黎 明 - 飛時期（曲、編、監） - 黎 明 - 如果可以再見你（曲、編、監） - 黎 明 - 一個你，一個我（曲、編、監） - 黎 明 - 心裡有數（曲、編、監） - 黎 明 - 心算（曲、編、監） - 黎 明 - Happy 2000（曲、編、監） - 黎 明 - 對不起，我愛誰（曲、編、監） - 黎 明 - 會客室（曲、編、監） - 黎 明 - 大綱與細節（曲、編、監） - 黎 明 - 我沒有騙你（曲、編、監） - 黎 明 - AHHHHH!!!（編、監） - 黎 明 - 從過去走出來 - 蘇永康 - 小動作（曲、編、監） - 蘇永康、黃耀明、雷頌德 - 紅白藍（曲、編、監） - 蘇永康、李樂詩、陳潔儀、雷頌德 - 向前行（曲、編、監） |

1999年
| | |
| - 許志安 - 懷念你（曲、編、監） - 許志安 - 愛是多簡單（曲、編、監） - 許志安 - 怪你怪到心痛（曲、編、監） - 許志安 - 如何可以不愛她（曲、編、監） - 許志安 - 真心真意（麵包和水）（編、監） - 許志安 - 我是一隻黑膠碟 - 許志安 - 我是一個地球人 - 許志安 - 歡迎你來到忘我 - 許志安 - 世紀末煙花（曲、編、監） - 許志安 - 第六元素（曲、編、監） - 許志安 - 完完全全為你（曲、編、監） - 許志安 - 熱情萬鈞（曲、編、監） - 許志安 - 誰可改變（編、監） - 許志安 - 這樣享受戀愛（曲、編、監） - 許志安 - 相信愛（曲、編、監） - 許志安、葉德嫻 - 教我如何不愛他（曲） - 陳慧琳 - 再見多謝（曲、編、監） - 陳慧琳 - 高速情路（曲、編、監） - 陳慧琳 - 我敢去愛（曲、編、監） - 陳慧琳 - 等不到的人（曲、編、監） - 陳慧琳 - 請勿收回（曲、編、監） - 陳慧琳 - 繼續愛我（曲、編、監） - 陳慧琳 - 戀愛情色（國語版：Kiss Me Boy）（曲、編、監） - 陳慧琳 - 小時候99（編、監） - 陳慧琳 - 只有自己和藥知 - 陳慧琳 - 複製大氣候 - 陳慧琳、許志安 - 光年（曲、編、監） - 陳慧琳、許志安、雷頌德 - 唔好畀我停（曲、編、監） - 陳慧琳、雷頌德 - 渾身是愛（曲、編、監） - 陳慧琳、雷頌德 - 愛的根源（編、監） - 陳慧琳、蘇永康 - 宜家先知（曲、編、監） - 陳慧嫻 - 甚麼都想要（Not As Sad Version）（編、監） - 雷頌德 - 第四次世界大戰 - 鄭伊健 - 之後（曲、編） - 鄭秀文 - 發熱發亮（曲、編、監） - 鄭秀文 - 旋風（曲、編、監） | - 鄭秀文 - 兩個只能愛一個（曲、編、監） - 鄭秀文 - Touch!（曲、編、監） - 鄭秀文 - 失戀有根據（曲、編、監） - 戴辛尉 - 五秒一小時（曲、編、監） - 戴辛尉 - I wanna dance to the disco beat（詞、曲、編、監） - 戴辛尉 - Boonie Night（詞、曲、編、監） - 戴辛尉 - Trust Me Baby（詞、曲、編、監） - 戴辛尉 - Sick A Treid（詞、曲、編、監） - 戴辛尉 - My Pride（詞、曲、編、監） - 黎 明 - Sugar in the Marmalade（曲、編、監） - 黎 明 - Prima-Donna（曲、編、監） - 黎 明 - 我愛花香不愛花（曲、編、監） - 黎 明 - 從今開始（曲、編、監） - 黎 明 - Be My Girl（曲、編、監） - 黎 明 - 酸（曲、編、監） - 黎 明 - 透明（曲、編、監） - 黎 明 - 珍惜（曲、編、監） - 黎 明 - Ellie（編、監） - 黎 明 - 知道，不知道（編、監） - 黎 明 - Sugar in the Marmalade（國）（曲、編、監） - 黎 明 - 非我莫屬（監） - 黎 明 - 我不是誰（監） - 黎 明 - 客串（曲、編、監） - 黎 明 - 我把自己交給你（曲、編、監） - 黎 明 - 小心陌生人（曲、編、監） - 黎 明 - 不怕你不愛我（曲、編、監） - 黎 明 - 交換心情（曲、編、監） - 黎 明 - Happy 2000（國）（曲、編、監） - 黎 明 - 眼睛想旅行（曲、編、監） - 黎 明 - 妄想非非（曲、編、監） - 黎 明 - That's Life（曲、編、監） - 黎 明 - Before The Party Interlude（曲、編、監） - 黎 明 - 有空請愛我（曲、編、監） - 黎 明 - You Are My Friend（曲、編、監） - 黎 明 - Happy 2000（2000 Mix）（曲、編、監） - 黎 明 - Sugar in The Maramalade（Remix）（曲、編、監） |

2000年
| | |
| - On-Line - 大聲公（Say it loud）（曲、編、監） - On-Line - 反收購（曲、編、監） - On-Line - 換個大場地（曲、編、監） - On-Line - 點夠喉（英語版：Rave Fever）（曲、編、監） - On-Line - 扭曲森林（曲、編、監） - On-Line - 約定妳（曲、編、監） - 李彩樺 - 任我揀（曲、編、監） - 李彩樺、蘇永康、許志安、陳慧珊、雷頌德 - 將生活留給自己（曲、編、監） - 梁詠琪 - 至死不遇（曲、編、監） - 許志安 - 寂寞成雙（曲、編、監） - 許志安 - 半天假（曲、編、監） - 許志安 - 低處未算低（曲、編、監） - 許志安 - 愛到底（曲、編、監） - 許志安 - 你教我兩度（曲、編、監） - 許志安 - 只會深愛你（曲、編、監） - 陳慧琳 - 花花宇宙（國語版：不得了）（曲、編、監） - 陳慧琳 - 失憶周末（國語版：不如跳舞）（曲、編、監） - 陳慧琳 - 香薰戀愛治療（監） - 陳慧琳 - 過份（曲、編、監） - 陳慧琳 - Take My Hand（曲、編、監） - 陳慧琳 - 大日子（國語版：好地方）（曲、編、監） - 陳慧琳 - 替換（曲、編、監） - 陳慧琳 - 感動味蕾（監） - 陳慧琳 - 手到拿來（監） - 陳慧琳 - Slow It Down（曲、編、監） - 陳慧琳、苦 榮 - 幾何三角（曲、編） - 陳慧嫻 - 握手（與顧嘉煇合作） | - 陳曉東 - 借借你肩膊（曲、編、監） - 黃耀明 - 漂流睡房 - 歐陽菲菲 - 你想愛誰就愛誰 - 歐陽菲菲 - 吞下恐龍的蛋 - 鄭秀文 - 別管他（曲、編、監） - 黎 明 - 聽身體唱歌（國語版：呼吸不說謊） - 黎 明 - Dreaming of U（Interlude）（曲、詞、編、監） - 黎 明 - Can't Take My Eyes Off U（編、監） - 黎 明 - 兩位一體（曲、編、監） - 黎 明 - 全日愛（國語版：愛天愛地）（曲、編、監） - 黎 明 - 越夜越有機（曲、編、監） - 黎 明 - Mi-II（曲、編、監） - 黎 明 - Room 201（Interlude）（監） - 黎 明 - 及時擁抱（曲、編、監） - 黎 明 - 記憶的花園（曲、編、監） - 黎 明 - Fly Me To The Moon（監） - 黎 明 - 擁抱大世界（編、監） - 黎 明 - 一秒鐘兩個世界（曲、編、監） - 黎 明 - Sausalito（曲、詞、編、監） - 黎 明 - 提提我（編、監） - 黎 明 - Sausalito（Instrumental）（曲、編、監） - 黎 明 - 夢想成真（東方新天地） - 黎 明 - 給我一秒鐘 - 盧巧音 - 深藍（國語版：心藍）（曲） - 盧巧音 - 夜燃燒（曲） - 戴辛尉 - 過期情雪（曲、編、監） - 蘇永康 - 因為愛妳（更珍惜我自己）（曲、編、監） |

2001年
| | |
| - 方力申 - 就是這麼愛妳（曲、編、監） - 方力申 - 隨傳隨到（曲、編、監） - 方力申 - 就是這麼愛妳（The Balled）（曲、監） - 王秀琳 - 24小時（編） - 李克勤 - 今年的嗜好（曲、編、監） - 李克勤 - 前後腳（監） - 李 玟 - 好來好往（曲、編、監） - 高晨維 - 紅耳朵（曲、編、監） - 張栢芝 - 發脾氣（曲、編、監） - 張燊悅 - 嗚呼愛災（編、監） - 許志安 - 優先擁抱（曲、編、監） - 許志安 - 我沒有事（曲、編、監） - 許志安 - 少女藏刀（曲、編、監） - 許志安 - 妳看不起（曲、監） - 陳慧琳 - 這班人（曲、編、監） - 陳慧琳 - 天生戀愛狂（曲、編、監） - 陳慧琳 - 你這個男人（曲、編、監） - 陳慧琳 - 有福氣（曲、編、監） - 陳慧琳 - 隨身聽（國語版：隨身聽）（曲、編、監） - 陳慧琳 - 點解你係咁（曲、編、監） - 陳慧琳 - 幸福灰塵（曲、編、監） - 陳慧琳 - Jolene（編、監） - 陳慧琳 - 充滿你（曲、編、監） - 陳慧琳 - 世界之最（監） - 陳慧琳 - New Song（監） - 陳慧琳 - 藍女子（曲、編、監） - 彭 羚 - 上帝是女人？（曲、編、監） - 彭 羚 - 你未講過（曲、編、監） - 楊千嬅 - 熱血青年（曲、編、監） - 楊千嬅 - 野孩子（曲、監） | - 鄭秀文 - She's a Lady（監） - 黎 明 - 純粹誤會（曲、編、監） - 黎 明 - 你係我嘅（國語版：重愛輕友）（曲、編、監） - 黎 明 - 看上她（曲、編、監） - 黎 明 - 簡愛（國語版：愛要去那裡?）（編、監） - 黎 明 - 玩笑（編、監） - 黎 明 - 中毒的愛情（監） - 黎 明 - 不說不愛（編、監） - 黎 明 - Don't Know What To Say（編、監） - 黎 明 - D.I.Y（曲、編、監） - 黎 明 - 那天前那天後（編、監） - 黎 明 - 中毒的愛情（Trance Mix BPM 140）（編、監） - 黎 明 - 你係我嘅（Higher! Fire! BPM 168）（曲、編、監） - 黎 明 - 進化 Evolution（曲、編、監） - 黎 明 - 看上她（Rebalanced）（曲、編、監） - 黎 明 - 純粹誤會（Drum & Bass Mix BPM 170）（曲、編、監） - 黎 明 - 心情好（曲、編、監） - 黎 明 - 喜（國語版：別框我）（曲、編、監） - 黎 明 - 不規則（曲、編、監） - 黎 明 - Home Alone（曲、詞、編、監） - 黎 明 - 你很愛我（國語版：你都不愛我）（曲、編、監） - 黎 明 - 與你同行（曲、編、監） - 黎 明 - 趁高興（曲、編、監） - 黎 明 - 眼神騙不過（曲、編、監） - 黎 明 - Our X'mas（曲、編、監） - 黎 明 - 指日可待（編、監） - 黎 明 - 盡情地愛 - 盧巧音 - 去你的婚禮（曲、編） - 譚耀文 - 四面情歌（曲、監） - 蘇永康 - 下個應該很愛妳（曲、編、監） |

2002年
| | |
| - 方力申 - 超級愛你（曲、編、監） - 方力申 - 娛樂妳朋友（曲、編、監） - 方力申、陳曉東、李彩樺 - 兩男一女（曲、編、監） - 張燊悅 - 月光光照臉龐（編、監） - 張燊悅 - 神探（曲、編、監） - 張燊悅 - 你算愛我（監） - 張燊悅 - 嗚呼愛災（Remix）（編、監） - 張學友、李 玟 - 從頭到尾（曲、編、監） - 梁詠琪 - Funny Face（曲、編、監） - 梅艷芳、陳慧琳 - 夏娃 夏娃（曲、編、監） - 許志安 - 徒然（曲、監） - 陳司翰 - 旋轉門（國語版：最後）（曲、監） - 陳司翰 - 窗（曲、編、監） - 陳見飛 - 將來式（曲、編、監） - 陳慧琳 - Honey Honey（曲、編、監） - 陳慧琳 - Don't Stop（曲、編、監） - 陳慧琳 - Lucky Day（曲、編、監） - 陳慧琳 - 有福氣（曲、編、監） - 陳慧琳 - 零（監） - 陳慧琳 - 走在前面（曲、編、監） - 陳慧琳 - 放輕一點（曲、編、監） - 陳慧琳 - 戀愛神經（國語版：愛情來了）（曲、編、監） - 陳慧琳 - 飛天舞會（曲、編、監） - 陳慧琳 - 夏天的緋聞（曲、編、監） - 陳慧琳 - 想再見到你（曲、編、監） - 陳慧琳 - 最近想起很多（監） - 陳慧琳 - 千手千尋（曲、編、監） - 陳慧琳 - 逃出生天（曲、監） - 陳慧琳 - 想當你親人（曲、編、監） | - 陳慧琳 - 巨人（曲、編、監） - 楊千嬅 - 塔羅迷（曲、監） - 楊千嬅 - 學習街童（曲、編、監） - 楊千嬅 - 向左走（曲、編、監） - 楊千嬅 - 向左走向右走（曲、編、監） - 楊千嬅 - 向右走（曲、編、監） - 楊千嬅 - 金曲當年情（編、監） - 楊千嬅 - 可惜我是水瓶座（曲、編、監） - 楊千嬅 - 家有幾米（曲、編、監） - 鄭秀文 - 相信自己（編、監） - 黎 明 - 衝鋒陷陣（曲、編、監） - 黎 明 - 最美時光（編、監） - 黎 明 - 你要懂得欺騙自己（曲、編、監） - 黎 明 - Ba Ba（國語版：Ba Ba）（曲、編、監） - 黎 明 - 一巴香水印（曲、編、監） - 黎 明 - 米亂諗（曲、編、監） - 黎 明 - 最好你走（曲、編、監） - 黎 明 - 好像在我耳旁（監） - 黎 明 - 信你戀愛觀（編、監） - 黎 明 - 近在眼前（曲、編、監） - 黎 明 - 芝士人（曲、編、監） - 黎 明 - 別怕生疏（曲、編、監） - 盧巧音 - 好心分手（國語版：至少走得比你早）（曲、編、監） - 盧巧音 - 很想當媽媽（監） - 盧巧音 - 大細路（曲、編、監） - 盧巧音 - 夠膽戀愛（編、監） - 盧巧音 - 天蠍號（編、監） - 戴辛尉 - 回來我身邊（曲、編、監） - 戴辛尉 - 怪人（曲） |

2003年
| | |
| - 方力申 - 好心好報（曲、編、監） - 方力申 - 冬眠（曲、編、監） - 方力申、陳茵茵 - 每一刻的自由（曲、編、監） - 方力申、鄧麗欣 - 好心好報（合唱版）（曲、編、監） - 古巨基 - 任天堂流淚（國語版：任天堂流淚）（監） - 古巨基 - 必殺技（監） - 古巨基 - 愛神（曲、編、監） - 古巨基 - 決戰十一（監） - 古巨基 - 美少女夢工場之真三國無雙（監） - 古巨基 - Forward Your Love（監） - 何韻詩 - 忘（監） - 李克勤、譚詠麟 - 嗱嗱聲 - 李克勤、譚詠麟 - 左鄰右里（曲、編、監） - 胡彥斌 - 猜（曲、編、監） - 胡彥斌 - 目不轉晴（監） - 梁漢文 - 一小時沖印（監） - 梁漢文 - 披頭四（曲、編、監） - 梁漢文 - 七友（國語版：那時候）（曲、編、監） - 梁漢文 - 信望愛（監） - 許志安 - 大男人（國語版：大男人）（曲、編、監） - 陳文媛 - 之前、之後（監） | - 陳慧琳 - Shake Shake（國語版：Shake Shake 搖滾）（曲、編、監） - 陳慧琳 - 她比我醜（國語版：是我不好）（曲、監） - 陳慧琳 - 心服口服（監） - 陳慧琳 - 臨走前吻我（曲、編、監） - 陳慧琳 - 佛洛依德笑我（國語版：丘比特笑了）（曲、編、監） - 陳慧琳 - 不要保護我（曲、編、監） - 陳慧琳 - 安份守己（曲、編、監） - 楊千嬅 - 稀客（曲、編、監） - 楊千嬅 - 自由行（國語版：寫給城市的詩）（曲、編、監） - 楊千嬅、鄭中基、梁漢文、何韻詩 - 火紅火熱（曲、編、監） - 鄭中基 - 傻大哥（與鄭中基合作）（曲、編、監） - 鄭中基 - 高手（凉冷氣版）（編、監） - 黎 明 - 暖空氣（編、監） - 盧巧音 - 吉祥物（曲、編、監） - 盧巧音 - 戀愛很遠（曲、編、監） - 盧巧音 - 三角誌（曲、編、監） - 盧巧音 - 天祐我們（曲、編、監） - 盧巧音 - 落地開花（國語版：黑水仙）（曲、編、監） - 盧巧音 - 暗花（曲、編、監） - 蕭正楠 - 好世界（監） - 譚詠麟 - 講不會清楚（曲、編、監） |

2004年
| | |
| - Cookies - 派對動物（曲、編、監） - Cookies - 他想來（曲、編、監） - Cookies - 汽車酒店（曲、編、監） - Cookies - 貪心（曲、編、監） - Cookies - 粉紅救兵（曲、編、監） - Cookies - 白日夢遊（曲、監） - Cookies - 4 In Love（監） - 方力申 - 大方（曲、編、監） - 古巨基 - 大雄（國語版：大雄）（監） - 古巨基 - 愛與誠（國語版：愛與誠）（監） - 古巨基 - 美雪 美雪（監） - 古巨基 - 傷追人（監） - 古巨基 - Touch（曲、編、監） - 古巨基 - 我是貓（曲、編、監） - 古巨基 - 鐵男（監） - 古巨基 - 大雄（Happy Ending）（監） - 梁靖琪 - 望星打卦（監） - 梁漢文 - 使徒行傳（曲、編、監） - 梁漢文 - 情常在（編、監） - 梁漢文 - 艦隊（曲、編、監） - 梁漢文 - 夠朋友（監） - 梁漢文 - 最悲哀的事（監） - 梁漢文 - 祝你旅途愉快（監） - 梁漢文 - 三千年開花（監） - 許志安 - 失眠都要睡（監） - 許志安 - 學行（國語版：踏步）（曲、編、監） - 許志安、葉德嫻 - 美中不足（曲、編、監） - 陳慧琳 - Phone殺令（國語版：殺掉舊名單）（曲、編、監） - 陳慧琳 - 無限（曲、編、監） - 陳慧琳 - 別來無恙（監） | - 陳慧琳 - 鞋呀! 鞋!（曲、編、監） - 陳慧琳 - 紙醉金迷（國語版：歌舞昇平）（曲、編、監） - 陳慧琳 - 完美關係（國語版：完美關係）（曲、編、監） - 陳慧琳 - 小女人（監） - 楊千嬅 - 處處吻（曲、編、監） - 楊千嬅 - 小城大事（國語版：大城大事）（曲、編、監） - 衛 蘭 - In Love Again（監） - 衛 蘭 - 一夜傾情（監） - 衛 蘭 - 不可一世（監） - 衛 蘭 - 不可一世（X'mas Version）（監） - 鄧健泓 - 門外看（監） - 鄧健泓 - 枕邊人（曲、編、監） - 黎 明 - 兩個人的煙火（曲、編、監） - 黎 明 - 妳等我（曲、編、監） - 黎 明 - 什麼（國語版：什麼）（曲、編、監） - 黎 明 - 不可一世（國語版：無痛失戀）（編、監） - 黎 明 - 別舔傷口（國語版：傷口）（曲、編、監） - 黎 明 - 一比一（國語版：一比一）（曲、編、監） - 黎 明 - 會笑會哭（曲、編、監） - 黎 明 - 我是否還愛你（監） - 黎 明 - 愛妳變（曲、編、監） - 黎 明 - 水深火熱（曲、編、監） - 黎 明 - 排行榜（編、監） - 黎 明 - 慢動作（監） - 黎 明 - 情歸於盡（曲、編、監） - 黎 明 - 為了對你更想念（曲、編、監） - 黎 明 - 愛瘋了（國語版：迷亂情意）（曲、編、監） - 應佩珊 - 愛我（曲、詞、編、監） - 應昌佑 - 我是否還愛妳（監） |

2005年
| | |
| - 方力申 - ABC君（曲、編、監） - 方力申 - 希望我聽錯（曲、監） - 方力申 - 幸福家庭（曲、編、監） - 方力申、傅 穎 - 自欺欺人（曲、編、監） - 方力申、鄧麗欣、傅 穎 - 冷靜熱情之間（曲、編、監） - 古巨基 - 勁歌金曲（編、監） - 古巨基 - 一生何求（監） - 古巨基 - 睡美人（監） - 古巨基 - 夢中人（與古巨基、側田合作）（國語版：最終幻想）（曲、編、監） - 古巨基 - 明星（曲、監） - 古巨基 - 還是覺得你最好（監） - 古巨基 - 當年情（國語版：同班同學）（監） - 古巨基 - 甜蜜蜜（曲、編、監） - 林憶蓮 - Incomplete（監） - 林憶蓮 - 沒結果之後（編、監） - 林憶蓮 - 還是我 還是你（曲、編、監） - 林憶蓮 - 為何他會離開你（曲、編、監） - 林憶蓮 - 本色（編、監） - 林憶蓮 - 不敢奢想改變你（曲、編、監） - 林憶蓮 - 聆聽（編、監） - 側 田 - 好人（監） - 側 田 - 我不是好人（監） - 側 田 - Loving You（監） - 側 田 - Erica（編、監） - 側 田 - 命硬（監） - 側 田 - White X'mas（監） - 側 田 - 好人（Original）（監） - 梁詠琪 - 名模（曲、編、監） - 許志安 - 第一回合（曲、編、監） - 許志安、韓 紅 - 希望在人間（曲、編、監） - 郭芯其 - 蛋白質情人（監） - 陳奕迅 - 阿牛（曲、編、監） - 陳奕迅 - 怕死（曲、編、監） | - 陳慧琳 - 放（國語版：自由）（曲、編、監） - 陳慧琳 - 你太冷靜（曲、編、監） - 楊千嬅 - 烈女（曲、編、監） - 楊千嬅 - Single（曲、編、監） - 劉浩龍 - 94340634（監） - 衛 詩 - 寂寞Lonely（Rap詞、編、監） - 衛 蘭 - 情深說話未曾講（曲、監） - 衛 蘭 - Chocolate Ice（曲、監） - 衛 蘭 - Sugar In The Marmalade（曲、監） - 衛 蘭 - 夏日傾情（監） - 衛 蘭 - My Eyes Don't Lie（曲、監） - 衛 蘭 - 2004（曲、監） - 衛 蘭 - Love Me Accapella（曲、監） - 衛 蘭 - Superman（雙雄）（曲、監） - 衛 蘭 - Long Distance（曲、監） - 衛 蘭 - 大哥（監） - 衛 蘭 - 心亂如麻（曲、編、監） - 衛 蘭 - 我想愛就愛（曲、編、監） - 衛 蘭 - Never let u go（監） - 衛 蘭 - My Love（曲、編、監） - 鄭中基 - 愛是最大權利（監） - 鄭中基、林海峰 - 天天（曲、編、監） - 黎 明 - 長情（監） - 黎 明 - 丁香花（曲、編、監） - 黎 明 - 大城小事（曲、編、監） - 黎 明 - 迷亂情意（曲、編） - 應昌佑 - 怎會失戀（曲、編、監） - 應昌佑 - 溫暖冬眠（監） - 應昌佑 - 逢星期四（監） - 應昌佑 - 不能愛戀 只能暗戀（監） - 應昌佑 - 是我不好（曲、編、監） - 應昌佑 Feat. 衛 蘭 - 24（監） |

2006年
| | |
| - 方力申 - 在你遙遠的附近（曲、監） - 方力申 - 大細心（曲、編、監） - 古巨基 - 我生（編、監） - 古巨基 - 敢死隊（曲、編、監） - 古巨基 - 不如留低我（編、監） - 古巨基 - 花灑（編、監） - 古巨基 - 愛恨交纏（監） - 古巨基 - 愛得太遲（國語版：愛得太晚）（編、監） - 古巨基 - 約定你（編、監） - 古巨基 - 往生（編、監） - 古巨基、周慧敏 - 愛得太遲（編、監） - 杜汶澤 - 合氣道 - 林憶蓮 - 一個人（編、監） - 林憶蓮 - 面對面（編、監） - 林憶蓮 - 南方的風（編、監） - 林憶蓮 - 放開手（監） - 林憶蓮 - 一個人 (不安份Mix)（監） - 側 田 - 決戰二世祖（曲、編、監） - 側 田 - 運（監） - 側 田 - Kong（曲、編、監） - 側 田 - 夢女（監） - 側 田 - Volar（曲、編、監） - 側 田 - 情永落（監） - 側 田 - 感動（監） - 側 田 - 情歌 - 梁漢文 - 電梯男（監） - 郭芯其 - 男人不會說分手（曲、監） - 陳小春 - 無錯（曲、編、監） - 陳小春、陳慧琳 - 沙塵滾滾（曲、編、監） - 陳奕迅 - 想聽（曲、編、監） - 陳柏宇 - 固執（監） - 陳慧琳 - 毫無保留（曲、編、監） - 陳慧琳 - 海豚（曲、編、監） - 陳慧琳 - 面紅（監） - 陳慧琳 - 得天獨厚（國語版：因為有你）（監） - 陳慧琳 - 快D快樂（曲、編、監） - 陳慧琳 - 你有事瞞住我（國語版：隱瞞）（曲、編、監） | - 楊千嬅、梁漢文 - 滾（曲、編、監） - 衛 詩 - Heartbreaker（曲、編、監） - 衛 詩 - Mon Saturday（曲、編、監） - 衛 詩 - Misbehave（曲、編、監） - 衛 詩 - Get Out（曲、編、監） - 衛 詩 - Funny Jealousy（曲、編、監） - 衛 詩 - Be A Man（曲、編、監） - 衛 詩 - Wordy Rappinghood（編、監） - 衛 詩 - Lost in Paradise（曲、編、監） - 衛 詩 - De Ra Go（曲、編、監） - 衛 詩 - 可可（曲、編、監） - 衛 詩 - 寧願你不知道（曲、編、監） - 衛 詩 - 隨時忘記（曲、編、監） - 衛 詩 - 意料之外（曲、編、監） - 衛 蘭 - 離家出走（曲、編、監） - 衛 蘭 - 愛你還愛你（監） - 衛 蘭 - 霎眼嬌（監） - 衛 蘭 - 越幫越忙（曲、編、監） - 衛 蘭 - 深愛（曲、編、監） - 衛 蘭 - Do you know where you're going to（編、監） - 衛 蘭 - 等（曲、編、監） - 衛 蘭 - 離家出走（Piano Version）（曲） - 鄭中基 - 三生有幸（曲、編、監） - 黎 明 - 愛是傻得起（曲、編、監） - 黎 明 - 無事常相見（曲、編、監） - 黎 明 - 電殛（曲、編、監） - 黎 明、杜汶澤、應昌佑、衛 蘭、衛 詩、王歌慧 - I'll Never Fall in Love Again（監） - 黎 明、應昌佑、杜汶澤 - 值得愛 - 關楚耀 - 十年樹木（監） - 關楚耀 - 倒數（監） - 關楚耀 - 吐氣揚眉（曲、編、監） - 關楚耀 - 馬拉松（監） - 關楚耀 - 飄忽小姐（曲、編、監） - 關楚耀 - 十年樹木（Midnight Version）（監） - 關楚耀 - 大喊包（獨唱）（監） - 關楚耀、譚詠麟 - 大喊包（監） |

2007年
| | |
| - RubberBand - 認錯（監） - 小 肥 - 幾分傷心幾分痴（監） - 方力申 - 親近對．親熱錯（監） - 方力申 - 你甚麼都可以（曲、詞、編、監） - 方力申 - 吻感（監） - 古巨基 - 愛變了這世界襯衣（國語版：護身符）（監） - 古巨基 - 一刻永恆（監） - 古巨基 - 錢錢錢錢（曲、編、監） - 古巨基 - 愛回家（監） - 古巨基 - 你生（曲、編、監） - 古巨基 - 蠻不講理（監） - 古巨基 - 自我安慰（監） - 古巨基 - 我自問（曲、編、監） - 古巨基 - 為何（編、監） - 古巨基 - 賞心樂事（監） - 古巨基 - 十蚊雞流浪記（曲、編、監） - 光 良、衛 蘭 - 童夢（曲、編、監） - 吳雨霏 - 飛女正傳（監） - 唐素琪 - 沒有你還是愛你（監） - 側 田 - 紅地氈（監） - 側 田 - 一句（編、監） - 側 田 - 男人KTV（監） - 側 田 - 遲鈍（監） - 側 田 - 貝殼（監） - 側 田 - 兩個女人（監） - 側 田 - Morning After（監） - 側 田 - 難關（監） - 側 田 - 卡通歌（監） - 側 田 - 祝君好（監） - 梁漢文 - 註定（監） - 梁漢文 - 行到瘦（曲、編、監） - 梁漢文 - 零時十幾分（曲、監） - 梁漢文 - 傾心（監） - 許志安 - 你哪裡有錯（國語版：體諒）（曲、編、監） - 陳柏宇 - 醫生的悲哀（監） - 陳柏宇 - 堅強（監） - 陳慧琳 - 最好給最好（曲、編、監） - 傅 穎 - 身體語言（曲、編） - 傅 穎 - 自作多情（監） - 楊千嬅 - 陌路（曲、編、監） - 楊千嬅 - 不認不認還需認（曲、編、監） | - 楊千嬅 - All About Love（編、監） - 楊千嬅 - 你是如此難以忘記（監） - 衛 詩 - 小圈子（曲、編、監） - 衛 蘭 - 雜技（曲、編、監） - 鄧建明 - 女人的弱點（監） - 鄧麗欣 - 看透（曲、編、監） - 鄧麗欣 - 愛與痛的邊緣（監） - 鄭中基 - 紅豆（監） - 鄭中基、方力申、梁漢文、梁家輝、谷德昭 - 心想事成（曲、編、監） - 黎 明 - 愛不完（編、監） - 黎 明 - 對你愛不完（編、監） - 黎 明 - 每天愛你多一些（編、監） - 黎 明 - 每天愛你多一些（國）（編、監） - 黎 明 - 那有一天不想你（編、監） - 黎 明 - 長夜多浪漫（編、監） - 黎 明 - 我是不是該安靜的走開（編、監） - 黎 明 - 情已逝（編、監） - 黎 明 - 情已逝（國）（編、監） - 黎 明 - 願你今夜別離去（編、監） - 黎 明 - 情感的禁區（編、監） - 黎 明 - 分手總要在雨天（國語版：一路上有你）（編、監） - 黎 明 - 對不起 我愛你（編、監） - 黎 明 - 忘情水（編、監） - 黎 明 - 愛的呼喚（編、監） - 黎 明 - 愛的呼喚（國）（編、監） - 黎 明 - 藍雨（監） - 黎 明 - 我的感覺（編、監） - 黎 明、衛 蘭 - 我為何讓你走（編、監） - 關楚耀 - 底牌（監） - 關楚耀 - 你當我什麼（監） - 關楚耀 - 高手（監） - 關楚耀 - 大小姐（監） - 關楚耀 - 反逆（曲、編、監） - 關楚耀 - 美女與怪獸（監） - 關楚耀 - 羽海野千花（監） - 關楚耀 - 別人的痛（監） - 關楚耀 - 大人（監） - 關楚耀 - 悲劇主義者（監） - 關楚耀 - 你愛過麼（監） - 蘇永康 - 黑夜不再來（監） |

2008年
| | |
| - G.E.M. - 等一個他（編、監） - G.E.M. - Where Did U Go（編、監） - 方力申 - 死守（曲、編、監） - 方力申、鄧麗欣 - 我的最愛（曲、編、監） - 古巨基 - 勁歌·金曲2 - 情歌王（編、監） - 古巨基 - 年年有今日（曲、編、監） - 唐素琪 - 大家好過（曲、編、監） - 側 田 - 三十日（監） - 側 田 - 信我（監） - 側 田 - 未輸（曲、編、監） - 側 田 - 雲（監） - 側 田 - 自身（監） - 張學友 - 紅遍全球（曲、編、監） - 陳小春 - 不在服務區（曲、編、監） - 陳小春 - 首席大腕（曲、編、監） - 陳慧琳 - 有時寂寞（曲、編、監） - 陳慧琳 - 主打愛（曲、編、監） - 陳慧琳 - 囍菜（曲、編、監） - 陳慧琳、黎 明 - 隨夢而飛（曲、編、監） - 陳曉東 - 自白書 - 傅 穎 - 世界真愛少（曲、編） - 衛 詩 - 聽得見的青春（編、監） - 衛 詩 - 困獸鬥（曲、編、監） | - 衛 蘭 - 就算世界無童話（曲、編、監） - 衛 蘭 - My Cookie Can（曲、編、監） - 衛 蘭 - 你知道我在等你們分手嗎？（曲、編、監） - 衛 蘭 - 愛深過做人（曲、編、監） - 衛 蘭 - 我愛呼吸（曲、編、監） - 衛 蘭 - 退（曲、編、監） - 衛 蘭 - 主角愛我（曲、編、監） - 鄧麗欣 - 颱風（曲、編、監） - 黎 明 - 你不會孤單（曲、編、監） - 黎 明 - 原來的你（編、監） - 黎 明、章子怡 - 你懂我的愛（曲、編、監） - 蘇永康 - 瀟湘雨（編、監） - 蘇永康 - 天大地大（監） - 蘇永康 - So I Say（監） - 蘇永康 - Yes I Do（監） - 蘇永康 - 婚誡（監） - 蘇永康 - 紅顏知己（監） - 蘇永康 - 黑色禮服（監） - 蘇永康 - 伴變（曲、監） - 蘇永康 - 汗香（曲、監） - 蘇永康 - 蒲界耶穌（編、監） - 蘇永康 - 普洱茶（監） |

2009年
| | |
| - Big Four - Big Four（曲、編、監） - RubberBand - 天台飛人（監） - RubberBand - 阿波羅（監） - RubberBand - 夏令時間（監） - RubberBand - 衝（監） - RubberBand、吳雨霏 - Try...（監） - RubberBand Feat. 林海峰 - 夾硬泥（監） - 文詠珊 - Man（曲、編、監） - 方力申 - 最好的時光（曲、監） - 方力申 - 時間太少（曲、編、監） - 方力申 - 鍾意了知己（曲、編、監） - 方力申 - 煩得可愛（曲、編、監） - 方力申 - 可能愛上你（曲、詞、編、監） - 方力申、孫 儷 - 記憶（曲、編、監） - 方力申、鄧麗欣 - 重愛（曲、編、監） - 方力申、鄧麗欣 - 七年（曲、編、監） - 方力申、鄭中基、梁漢文、蘇永康、側 田 - 我愛你中華（曲、編、監） - 古巨基 - 大師作品（曲、編、監） - 古巨基 - 以你為榮（曲、編、監） - 古巨基 - 另一雙手（監） - 古巨基、關淑怡 - 男左女右（曲、編、監） | - 李悅君 - Dance With Me（監） - 周筆暢 - 不唱（曲、編、監） - 唐素琪 - 清空（監） - 側 田 - B.O.K.（監） - 側 田 - 無言無語（監） - 梁漢文 - 痛快（曲、編、監） - 楊千嬅 - 真命天子（曲、編、監） - 楊千嬅 - 我在橋上看風景（編） - 楊千嬅 - All About Love（Little Orchestra Mix）（編、監） - 衛 蘭 - Morning（曲、編、監） - 衛 蘭 - Speechless（監） - 衛 蘭 - Make My Day（曲、編、監） - 衛 蘭 - 999（曲、編、監） - 衛 蘭 - TV（曲、編、監） - 衛 蘭 - Pretty（曲、編、監） - 衛 蘭 - Every Morning（曲、編、監） - 衛 蘭 - Wish（曲、編、監） - 衛 蘭 - 心有不甘（編、監） - 衛 蘭 - 殘酷遊戲（編、監） - 衛 蘭 - 你的眼神（編、監） - 譚詠麟、李克勤 - 唔使驚（曲、編、監） |

2010年
| | |
| - Big Four - 愛莫能助（曲、編、監） - G.E.M. - 寫不完的溫柔（編、監） - JW - 掛念好友（曲、編、監） - JW - 今天不見人（曲、編、監） - JW - 孤單不要怕（編、監） - JW - 敢抱未敢愛（曲、編、監） - JW - 戰勝服從（監） - JW、衛 蘭 - 男人信什麼（編、監） - RubberBand - 天連地（監） - RubberBand - 金獅同學會（監） - RubberBand - 細街盃（監） - RubberBand - 3字頭（監） - RubberBand - 阿藍的故事（監） - RubberBand - 一轉身卻天亮了（監） - RubberBand - 田鼠論壇（監） - RubberBand - SimpleLoveSong（監） - RubberBand - hello?（監） - RubberBand - 囍宴樂隊（監） - RubberBand - 海·地（監） - RubberBand - 雙城記（監） - 方力申、古天樂 - 徒手（曲、編、監） - 李治廷 - 一片痴（曲、編、監） - 李悅君 - 避不開（監） - 李悅君 - 幪眼旅行（監） | - 李悅君 - 我們不是（監） - 李悅君 - 夢伴（監） - 側 田 - 無限大（監） - 側 田 - 愛的習慣（曲、編、監） - 側 田 - 原來你什麼都想要（監） - 側 田 - Second Best（監） - 側 田 - 三歲或八十（監） - 側 田 - 信口開河（監） - 側 田 - 膚淺（編） - 側 田 - She's Out Of My Life（監） - 側 田 - （一個人唱的）合唱歌（監） - 側 田 - Saranghae（監） - 側 田、G.E.M. - 合唱歌（監） - 張 傑 - 徒手（曲、編、監） - 許志安 - 金鐘罩（監） - 陳慧琳 - 永遠的褔氣（曲、編、監） - 陳慧琳 - 雨天（曲、編、監） - 陳慧琳 - 幸福的快車（曲、編、監） - 衛 蘭 - 唯愛人間（監） - 衛 蘭 - 溫差（曲、編、監） - 衛 蘭 - 2012（曲、編、監） - 衛 蘭 - 你的女人（監） - 鄧麗欣 - 心甜（曲、編、監） - 黎 明、任賢齊 - 烟火（曲、編、監） |

2011年
| | |
| - Atsushi - 我願意（編、監） - Atsushi Feat. 陶喆 - 相信有一天（監） - JW - Juicy Girl（曲、編、監） - JW - 毫無自（編、監） - JW - 掛住你（曲、編、監） - JW - Falling in Love（監） - JW - 氹我（曲、編、監） - JW - Juicy Girl（國）（曲、編、監） - RubberBand - More Than A Woman（監） - RubberBand - 擦身情緣（監） - RubberBand - 長夜 My Love Goodnight（監） - RubberBand - 同桌的你／What's Up（編、監） - RubberBand - 記念（監） - RubberBand - 陪著你走（監） - RubberBand - 我只在乎你（監） - RubberBand - 畫出彩虹（監） - RubberBand - （Just Like）Starting Over（監） - RubberBand - Dedicated To…（監） - RubberBand - SimpleLoveSong（國）（監） - 古巨基 - 爆了（曲、編、監） - 古巨基 - Once Upon A Time（監） - 任賢齊 - 對摺（監） - 任賢齊 - 傾城之淚（監） - 吳雨霏 - Carry On（曲、編、監） | - 李治廷 - 尼古拉（監） - 李治廷 - Just the Way You Are（監） - 側 田 - GongXiFaCai Song（監） - 張智霖 - 冧爆你（曲、編、監） - 許志安 - Prelude Op. 25（編、監） - 許志安 - 一直相愛（曲、編、監） - 許志安 - 心血（編、監） - 陳小春 - 別碰我的人（曲、編、監） - 麥浚龍 - 金剛圈（曲、編、監） - 馮紹峰 - 唯一的戀人（曲、監） - 衛 蘭 - 愛沒有假如（監） - 鄭嘉嘉 - 那誰（編、監） - 鄭嘉嘉 - 比你更像男人（監） - 黎 明 - 情（曲、編、監） - 黎 明 - 遲D見（曲、編、監） - 黎 明 - 一念（曲、編、監） - 黎 明 - See You Later（曲、編、監） - 蘇永康 - SimpleLoveSong（監） - 蘇永康 - 忘了簡單（監） - 蘇永康 - 點夠喉（曲、編、監） - 蘇永康 - 怎夠喉（曲、編、監） - 蘇永康 - 落花流水（編、監） - 蘇永康、鍾鎮濤 - 一段情（監） - 蘇永康、鍾鎮濤 - 七日鮮（編、監） |

2012年
| | |
| - Big Four - 大家利事（曲、編、監） - JW - Do Me More (Juicy Girl)（曲、編、監） - JW - 愛到超載（曲、編、監） - RubberBand - 睜開眼（監） - RubberBand - 豬籠墟事變（監） - RubberBand - 無名英雄進行曲（監） - RubberBand - M.A.M.A.（監） - RubberBand - Easy（監） - RubberBand - Slow & Easy（監） - RubberBand - 生於1月17（監） - RubberBand - 進化論（監） - RubberBand - 倒行詩（監） - RubberBand - 快樂鐳射舖（監） - RubberBand - (Simple, but not) Easy（監） - 古巨基 - Shirley（監） - 古巨基 - 宇宙大帝（監） - 古巨基 - 無涯洞（監） - 古巨基 - 逆時光（監） - 古巨基 - 幸福方舟（監） | - 張衛健 - 流氓伉儷（曲、編、監） - 梁漢文 - Never（曲、編、監） - 許志安 - 心照不宣（監） - 許志安 - 睡火山（編、監） - 陳小春 - 難怪（監） - 陳僖儀 - 姊妹團（曲、編、監） - 陳慧琳 - 抱喜（曲、編、監） - 陳慧琳 - 抱喜（國）（曲、編、監） - 彭永琛 - 一個人的練習曲（監） - 彭永琛 - 誰在等花開（編、監） - 群 星 - 跟你同行（曲） - 衛 蘭 - 街燈晚餐（曲、監） - 衛 蘭 - 他不慣被愛（監） - 衛 蘭 - 我懷念的你（曲、編、監） - 衛 蘭 - 我們的故事（監） - 衛 蘭 - 難為自己（監） - 衛 蘭 - 珍妮絲的告白（編、監） - 衛 蘭 - 回電我（監） - 衛 蘭 - 只要我們還有心（監） |

2013年
| | |
| - JW - 飄浮女孩（曲、編、監） - RubberBand - 是時候（編、監） - 李治廷、范冰冰 - 一夜驚喜（編、監） - 周美欣 - 下一個（曲、編、監） | - 梁漢文 - Big One（曲、編、監） - 陳慧琳 - 七色夢想（曲、編、監） - 雷頌德 - Thank You（曲、編、監） - 雷頌德 - Baby Song（曲、編、監） |

2014年
| | |
| - JW - I Need A Friend（曲、監） - JW - Could U Be My Friend（曲、監） - JW、蘇永康 - 性情中人（曲、編、監） - RubberBand - 前面尚有一萬里（監） - RubberBand - 成長說明書（監） - RubberBand - 坦白（監） - RubberBand - 大話西遊（監） - RubberBand - 黑雞（監） - RubberBand - 把酒當歌（監） - RubberBand - 人生有個真正朋友（監） - 李治廷 - 飛（編、監） - 李治廷 - 睡薔薇（編） - 沈震軒 - 換個他（曲、編、監） - 側 田 - 一粒糖（編、監） - 側 田 - I Miss Love（監） | - 梁家輝、鄭伊健、陳慧琳 - 不如今晚（監） - 許志安 - 如初（曲、編、監） - 許志安 - 不愛不散（曲、編、監） - 許志安 - 下半世（曲、編、監） - 衛 蘭 - 錯過你（曲、編、監） - 衛 蘭 - 八九十（監） - 衛 蘭 - 激光中（編、監） - 衛 蘭 - 長痛短痛（曲、編、監） - 衛 蘭 - 分手總要在雨天（監） - 衛 蘭 - 原來你甚麼都想要（曲、編、監） - 衛 蘭 - All You Get From Love is a Love song（編、監） - 薛凱琪 - 一起老去（曲、編、監） - 薛凱琪、楊子姍、陳意涵 - 一起老去（合唱版）（曲、編、監） - 蘇永康 - 分手天才（曲、編、監） - 蘇永康 - 有過你（曲、編、監） |

2015年
| | |
| - 方力申、鄧麗欣 - 同屋主（曲、編、監） - 古巨基 - 我與你（監） - 吳國敬 - 你卻叫我更快樂（編、監） - 呂 方 - 偶像荒（曲、編、監） - 側 田 - WeTouch（編、監） - 側 田 - Super Hero（曲、編、監） - 側 田 - 命書（曲、編、監） - 側 田 - 下次無下次（監） - 側 田 - 門徒（監） - 張家輝 - 你是我心愛的姑娘（編、監） - 梁家玉、側 田 - 密偈（曲、編、監） - 梁漢文 - 回到當初（曲、編、監） - 許志安 - 你的秀（曲、編、監） - 許志安 - 表情（曲、編、監） | - 陳慧琳 - 其後（曲、編、監） - 陳慧琳 - 請放心傷我（曲、編、監） - 陳慧琳 - Let's Celebrate（曲、編、監） - 單立文 - 戒煙·世界返晒嚟（監） - 楊千嬅 - 高我（曲、編、監） - 楊千嬅 - 最好的債（曲、編、監） - 楊 淇 - 奇蹟（曲、編、監） - 楊 淇 - 得天獨厚（曲、編、監） - 蔡穎恩 - 得而復失（曲、編、監） - 蔡穎恩 - 追蹤彩虹（曲、編、監） - 應昌佑 - 愛即是遊戲（曲、編、監） - 蘇永康 - 即使不再是朋友（曲、編、監） - 蘇永康、應昌佑、楊 淇、陳柏宇、姜麗文、姜文杰 - 做場好戲（監） |

2016年
| | |
| - JC - 好心分手（曲、編、監） - 方力申 - 捨．得（曲、編、監） - 方力申 - 人間天使（曲、編、監） - 古巨基、古天樂 - 當年情（監） - 何弘軒 - 絕地反彈（曲、編、監） - 吳國敬、梁漢文 - 深深沖印（與吳國敬合作）（編、監） - 明福俠 - 我唔係死蠢（曲、編、監） - 張美儀 - 化夢（編、監） - 張美儀 - 沙堆（監） - 張美儀 - 瘋人不癲（編、監） - 陳慧琳 - 空間感（曲、編、監） | - 陳慧琳 - 愛到猝死（監） - 陳慧琳 - 嘆世界出發（曲、編、監） - 陳慧琳 - 女士專享（曲、編、監） - 陳慧琳 - 偽君子（監） - 陳慧琳 - 延期（監） - 陳慧琳 - 你的語言是威士忌（監） - 溫 拿 - 活在當下（編） - 溫 拿 - Friend過打Band（曲、編、監） - 鄭秀文 - 犀利（曲、編、監） - 黎 明 - 情願錯過白天（曲、編、監） - 黎 明 - 月亮下求你一吻（編、監） |

2017年
| | |
| - 周 沂 - 誤會太深（編、監） - 張美儀 - 深海（曲、編、監） - 蔚雨芯 - BB（曲、編、監） - 蔚雨芯 - Cc（曲、編、監） - 黎 明、張涵予 - 大寶（曲、編、監） - 陳小春 - 貪玩傳世（曲、編、監） - 蘇永康 - 心裡日記（監） - 蘇永康 - 也許（監） | - 蘇永康 - 夢裡人（監） - 蘇永康 - 從不知（編、監） - 蘇永康 - 不再分離（監） - 蘇永康 - 滴汗（編、監） - 蘇永康 - 心債（監） - 蘇永康 - 朦朧夜雨裡（編、監） - 蘇永康 - 對你愛不完（監） - 蘇永康 - 把你藏起來（監） |

2018年
| | |
| - 古巨基 - #香港勁揪（曲、編、監） - 古巨基 Feat. 黃子華 - 子華說（曲、編、監） - 張衛健 - 大無畏（曲、編、監） - 張衛健 - 蜜運（曲、編、監） - 張衛健 - 後來的後來（曲、編） - 張衛健 - 我帥故我在（曲、編） - 許廷鏗 - 恐怖情人（曲、編、監） | - 許志安 - 教我這麼愛下去（曲、編、監） - 陳慧琳 - Be With You（曲、編、監） - 陳慧琳 - 打字機（曲、編、監） - 陳慧琳 - 冷淡（曲、編、監） - 黎瑞恩 - 剩下光年（曲、編、監） - 謝安琪 - 人妻的偽術（曲、編、監） |

2019年
|                                                                     |                                               |
| - 許廷鏗 - 將心比己（曲、編、監） - 麥浚龍 - 忘記和記（曲、編、監） | - 麥浚龍 Feat. 黎 明 - 忘記和記（曲、編、監） |

2020年
|                                                                               |                                                               |
| - 黎 明 – 顧家（同居版）（曲、編、監） - 黎 明 – 顧家（已婚版）（曲、編、監） | - 黎 明 – 顧家（餐廳版）（曲、編、監） - 黎 明 – 存入愛（監） |

2021年
|                   |  |
| - JC – 生路（監） |  |

2022年
|                                                                     |                                                         |
| - 黎 明 – 越夜越有機（重新唱）（曲） - 黎 明 – 全身想旅行（曲、編） | - 陳慧琳 – 花花宇宙 (Glorious 80’s Remix)（曲、編、監） |

2023年
|                                                                       |                                    |
| - 陳慧琳 – 談情的價值（曲、編、監） - 陳慧琳 – 愛情常識（曲、編、監） | - 雅 荍 - 無意識愛人（曲、編、監） |

2024年
|                                             |                                   |
| - 陳慧琳 – 一念天堂，二人結界（曲、編、監） | - 陳慧琳 – 一剎天堂（曲、編、監） |

2025年
|                                                                       |                                   |
| - Big Four – 赤子們（曲、編、監） - 張家輝 – 永遠的失眠（曲、編、監） | - 陳慧琳 – 看不下去（曲、編、監） |

### 專輯
- 1997年：《雷頌德音樂新世代個人作品集》
- 2005年：《雷頌德Best》
- 2013年6月：《Mark Lui 20th-Best Works of Mark Lui》

### 音樂劇
1999年2月2至6日：《行雷閃電》
音樂會／演唱會專輯[編輯]

### 音樂會／演唱會專輯
- 1998年：《港樂：1998四星完美的聲空》CD
- 1999年：《行雷閃電音樂劇原聲大碟》CD

1. 幽浮升空（instrumental）
2. 喂，有人在嗎？（雷頌德）
3. 只有自己和藥知（陳慧琳）
4. 我是一個地球人（許志安）
5. 第四次世界大戰（雷頌德）
6. 複製大氣候（陳慧琳）
7. 歡迎你來到忘我（許志安）
8. 世界末日 有冇禮物（雷頌德）
9. 忘我對話（intrumental）
10. 光年（許志安／陳慧琳）
11. 唔好畀我停（許志安／陳慧琳／雷頌德）
12. 有我的信嗎？
13. 點解咁苦
14. 全日地球戒備
15. 一加一等於煙灰飛
16. 有空多摸我
17. 我的感覺也有腦
18. 半空轉化
19. 這朵雲多麼近
20. 相對論友誼
21. 我有了幻覺 我冇了脈搏

- 2001年：《雷頌德10022001演唱會》
- 2004年：《903夾Gig音樂會聯星隊夾Gig Mark歌》VCD/DVD
- 2006年：《莎莎雷頌德公益金音樂會》DVD
- 2013年6月21至23日：《雷頌德THANK YOU演唱會》
- 2013年8月10日：《雷頌德 Thank You 演唱會-澳門站》

### 劇集音樂總監
- 2002年：《百分百感覺》(now寬頻電視)
- 2002年：《百分百感覺II 冬日戀曲》(now寬頻電視)
- 2015年：《童話戀曲201314》(香港電視網絡)

### 電影配樂
- 1992年《戰神傳說》 with 黃霑.周錦祥
- 1992年《黃飛鴻笑傳》
- 1993年《花田囍事》 with 黃霑
- 1993年《黃飛鴻之鐵雞鬥蜈蚣》 with 黃霑.周錦祥
- 1993年《審死官翻案》
- 1993年《黃飛鴻對黃飛鴻》 with 黃霑
- 1993年《重案組 (電影)》 with 黃霑
- 1993年《青蛇》 with 黃霑
- 1993年《方世玉 (電影)》 with 黃霑.戴樂民
- 1993年《新碧血劍》 with 黃霑
- 1993年《射鵰英雄傳之東成西就》 with 黃霑
- 1993年《笑俠楚留香》 with 黃霑
- 1994年《六指琴魔》 with 黃霑.周錦祥
- 1994年《梁祝》 with 黃霑.胡偉立.黃英華
- 1994年《殺手的童話》 with 黃英華
- 1995年《仙樂飄飄》 with 黃霑
- 1995年《給爸爸的信》 with 黃霑
- 1995年《那有一天不想你》
- 1996年《4面夏娃》 with 陳嘉樂.譚國政.劉以達
- 1996年《天涯海角 (1996年電影)》
- 1997年《初戀無Touch!》 with 方樹樑
- 1998年《新戀愛世紀》
- 1999年《辣椒教室》
- 1999年《週末狂熱 (1999年電影)》
- 2000年《愛與誠》
- 2001年《情迷大話王》
- 2003年《給他們一個機會》
- 2004年《大城小事 (電影)》
- 2004年《江湖 (電影)》
- 2006年《戀愛初歌》
- 2006年《緣邀知音》
- 2008年《江山美人 (2008年電影)》
- 2009年《機器俠》  with 鄭中基
- 2010年《越光寶盒》
- 2010年《為你鍾情》  with 馮庭正
- 2011年《白蛇傳說》
- 2011年《東成西就2011》 with 楊鎮邦
- 2014年《閨蜜 (電影)》
- 2016年《陀地驅魔人》
- 2016年《消失的愛人》
- 2017年《閨蜜2》
- 2017年《搶紅》

### 電視劇／電視電影
- 2001年《廉政追擊》飾 黃家安
- 2015年《童話戀曲201314》飾 神秘交通警

### 電影
- 1997年：求戀期 飾 雷允尚
- 1998年：新戀愛世紀 飾 Sunny
- 1998年：超級整蠱霸王 飾 吳廣德
- 1999年：辣椒教室 飾 貝東風
- 1999年：週末狂熱 飾 Don
- 2000年：小親親 飾 陳振華
- 2002年：嫁個有錢人 飾 才俊商人 Michael
- 2003年：炮製女朋友 飾 阿添
- 2003年：行運超人 飾 清朝官（特別客串）
- 2009年：家有囍事2009 飾 醫生（特別客串）
- 2018年：某日某月 飾 丁舍監
- 2019年：熱血合唱團 飾 孫俊

### 廣告
- 1997年：訊聯電訊
- 1997年：四洲爽口片

### 電台節目
- 1998年 商業二台《無字頭八九十》
- 2015年 香港電台第二台 《這裡找共鳴》

### 綜藝節目
- 1997年 深夜宣言 主持訪問黎明
- 2009年 超級巨聲1 評審
- 2014年 超級巨聲4 評審
- 2016年 我愛香港 嘉賓
- 2020年 我們的音樂時代 嘉賓

## 音樂獎項

### 十大勁歌金曲頒獎典禮
《十大勁歌金曲頒獎典禮》是由香港電視廣播有限公司主辦的香港本地音樂頒獎典禮，以下是雷頌德歷年來獲頒發的獎項：
| 年份   | 獲頒獎項             | 得獎作品           | 合作歌手                               | 參考資料 |
| ------ | -------------------- | ------------------ | -------------------------------------- | -------- |
| 1995年 | 最佳歌曲監製獎       | 《純真傳說》       | 郭富城                                 | [ 16 ]   |
| 1996年 | 最佳作曲獎           | 《情深說話未曾講》 | 黎明                                   | [ 17 ]   |
| 1996年 | 最佳歌曲監製獎       | 《情深說話未曾講》 | 黎明                                   | [ 17 ]   |
| 1998年 | 最佳作曲獎           | 《愛你》           | 許志安                                 |          |
| 2000年 | 最受歡迎合唱歌曲銅獎 | 《將生活留給自己》 | 許志安、蘇永康、雷頌德、陳慧珊、李彩樺 |          |
| 2002年 | 最佳作曲獎           | 《好心分手》       | 盧巧音                                 |          |
| 2003年 | 最佳歌曲監製獎       | 《七友》           | 梁漢文                                 |          |
| 2004年 | 最佳作曲獎           | 《小城大事》       | 楊千嬅                                 |          |
| 2004年 | 最佳歌曲監製獎       | 《愛與誠》         | 古巨基                                 |          |
| 2006年 | 最佳歌曲監製獎       | 《愛得太遲》       | 古巨基                                 |          |
| 2009年 | 最佳作曲獎           | 《就算世界無童話》 | 衛蘭                                   |          |
| 2009年 | 最佳歌曲監製獎       | 《Where Did U Go》 | 鄧紫棋                                 |          |
| 2010年 | 最佳歌曲監製獎       | 《無限大》         | 側田                                   |          |

### 十大中文金曲頒獎音樂會
《十大中文金曲頒獎音樂會》是由香港電台主辦的香港流行音樂的頒獎典禮，以下是雷頌德歷年來獲頒發的獎項：
| 年份   | 獲頒獎項           | 得獎作品           | 合作歌手               | 參考資料 |
| ------ | ------------------ | ------------------ | ---------------------- | -------- |
| 1995年 | 十大中文金曲作曲獎 | 《純真傳說》       | 郭富城                 | [ 18 ]   |
| 1996年 | 十大中文金曲作曲獎 | 《情深說話未曾講》 | 黎明                   | [ 19 ]   |
| 1996年 | 最佳歌曲監製獎     | 《風花雪》         | 陳慧琳                 | [ 19 ]   |
| 1997年 | 十大中文金曲作曲獎 | 《只要為我愛一天》 | 黎明                   |          |
| 1997年 | 十大中文金曲作曲獎 | 《星夢情真》       | 陳慧琳                 |          |
| 1998年 | 十大中文金曲作曲獎 | 《甲乙丙丁》       | 張學友、許志安、鄭中基 |          |
| 1998年 | 十大中文金曲作曲獎 | 《二人行一日後》   | 許志安                 |          |
| 1999年 | 十大中文金曲作曲獎 | 《教我如何不愛他》 | 許志安、葉德嫻         |          |
| 1999年 | 十大中文金曲作曲獎 | 《眼睛想旅行》     | 黎明                   |          |
| 2000年 | 十大中文金曲作曲獎 | 《花花宇宙》       | 陳慧琳                 |          |
| 2002年 | 十大中文金曲作曲獎 | 《有福氣》         | 陳慧琳                 |          |
| 2002年 | 十大中文金曲作曲獎 | 《好心分手》       | 盧巧音                 |          |
| 2003年 | 十大中文金曲作曲獎 | 《可惜我是水瓶座》 | 楊千嬅                 |          |
| 2003年 | 十大中文金曲作曲獎 | 《三角誌》         | 盧巧音                 |          |
| 2003年 | 十大中文金曲作曲獎 | 《七友》           | 梁漢文                 |          |
| 2003年 | 十大中文金曲作曲獎 | 《好心好報》       | 方力申                 |          |
| 2003年 | 十大中文金曲作曲獎 | 《左鄰右里》       | 譚詠麟、李克勤         |          |
| 2004年 | 十大中文金曲作曲獎 | 《美中不足》       | 許志安、葉德嫻         |          |
| 2004年 | 十大中文金曲作曲獎 | 《小城大事》       | 楊千嬅                 |          |
| 2005年 | 十大中文金曲作曲獎 | 《烈女》           | 楊千嬅                 |          |
| 2006年 | 十大中文金曲作曲獎 | 《情歌》           | 側田                   |          |
| 2006年 | 十大中文金曲作曲獎 | 《心亂如麻》       | 衛蘭                   |          |
| 2009年 | 十大中文金曲作曲獎 | 《就算世界無童話》 | 衛蘭                   |          |
| 2010年 | 十大中文金曲作曲獎 | 《愛的習慣》       | 側田                   |          |
| 2011年 | 十大中文金曲作曲獎 | 《爆了》           | 古巨基                 |          |
| 2013年 | 十大中文金曲作曲獎 | 《街燈晚餐》       | 衛蘭                   |          |
| 2020年 | 十大中文金曲作曲獎 | 《忘記和記》       | 麥浚龍 Feat. 黎 明     |          |

### 叱咤樂壇流行榜頒獎典禮
《叱咤樂壇流行榜頒獎典禮》是由香港商業電台舉辦的香港本地音樂頒獎典禮，以下是雷頌德歷年來獲頒發的獎項：
| 年份   | 獲頒獎項                                       | 得獎作品                            | 合作歌手       | 參考資料 |
| ------ | ---------------------------------------------- | ----------------------------------- | -------------- | -------- |
| 1995年 | 叱咤樂壇作曲人大獎                             |                                     |                | [ 20 ]   |
| 1996年 | 叱咤樂壇作曲人大獎                             |                                     |                |          |
| 1996年 | 叱咤樂壇監製大獎                               |                                     |                |          |
| 1997年 | 叱咤樂壇我最喜愛的歌曲大獎（作曲、編曲、監製） | 《只要為我愛一天》                  | 黎明           |          |
| 1997年 | 叱咤樂壇作曲人大獎                             |                                     |                |          |
| 1997年 | 叱咤樂壇監製大獎                               |                                     |                |          |
| 1998年 | 叱咤樂壇作曲人大獎                             |                                     |                |          |
| 1998年 | 叱咤樂壇監製大獎                               |                                     |                |          |
| 1999年 | 叱咤樂壇作曲人大獎                             |                                     |                |          |
| 1999年 | 叱咤樂壇監製大獎                               |                                     |                |          |
| 2000年 | 叱咤樂壇作曲人大獎                             |                                     |                |          |
| 2002年 | 叱咤樂壇至尊歌曲大獎（作曲、編曲、監製）       | 《好心分手》                        | 盧巧音         |          |
| 2002年 | 叱咤樂壇我最喜愛的歌曲大獎（作曲、編曲、監製） | 《好心分手》                        | 盧巧音         |          |
| 2003年 | 叱咤樂壇至尊歌曲大獎（作曲、編曲、監製）       | 《七友》                            | 梁漢文         |          |
| 2003年 | 叱咤樂壇至尊唱片大獎（監製）                   | 《10號》                            | 梁漢文         |          |
| 2003年 | 叱咤樂壇我最喜愛的歌曲大獎（監製）             | 《必殺技》                          | 古巨基         |          |
| 2003年 | 叱咤樂壇作曲人大獎                             |                                     |                |          |
| 2003年 | 叱咤樂壇編曲人大獎                             |                                     |                |          |
| 2003年 | 叱咤樂壇監製大獎                               |                                     |                |          |
| 2004年 | 叱咤樂壇至尊歌曲大獎（作曲、編曲、監製）       | 《美中不足》                        | 許志安、葉德嫻 |          |
| 2004年 | 叱咤樂壇我最喜愛的歌曲大獎（監製）             | 《愛與誠》                          | 古巨基         |          |
| 2004年 | 叱咤樂壇作曲人大獎                             |                                     |                |          |
| 2004年 | 叱咤樂壇編曲人大獎                             |                                     |                |          |
| 2004年 | 叱咤樂壇監製大獎                               |                                     |                |          |
| 2005年 | 叱咤樂壇作曲人大獎                             |                                     |                |          |
| 2005年 | 叱咤樂壇監製大獎                               |                                     |                |          |
| 2006年 | 叱咤樂壇至尊歌曲大獎（編曲、監製）             | 《愛得太遲》                        | 古巨基         |          |
| 2006年 | 叱咤樂壇至尊唱片大獎（監製）                   | 《Human我生》                       | 古巨基         |          |
| 2006年 | 叱咤樂壇我最喜愛的歌曲大獎（編曲、監製）       | 《愛得太遲》                        | 古巨基         |          |
| 2006年 | 叱咤樂壇作曲人大獎                             |                                     |                |          |
| 2006年 | 叱咤樂壇編曲人大獎                             |                                     |                |          |
| 2006年 | 叱咤樂壇監製大獎                               |                                     |                |          |
| 2007年 | 叱咤樂壇編曲人大獎                             |                                     |                |          |
| 2007年 | 叱咤樂壇監製大獎                               |                                     |                |          |
| 2008年 | 叱咤樂壇監製大獎                               |                                     |                |          |
| 2009年 | 叱咤樂壇作曲人大獎                             |                                     |                |          |
| 2009年 | 叱咤樂壇監製大獎                               |                                     |                |          |
| 2010年 | 叱咤樂壇至尊歌曲大獎（監製）                   | 《Simple Love Song》                | RubberBand     |          |
| 2010年 | 叱咤樂壇監製大獎                               |                                     |                |          |
| 2012年 | 叱咤樂壇至尊唱片大獎（監製）                   | 《Easy》                            | RubberBand     |          |
| 2014年 | 叱咤樂壇至尊唱片大獎（監製）                   | 《Frank》                           | RubberBand     |          |
| 2018年 | 叱咤樂壇至尊唱片大獎（監製）                   | 《the album part one》              | 謝安琪、麥浚龍 |          |
| 2019年 | 叱咤樂壇至尊唱片大獎（監製）                   | 《the album and the rest of it...》 | 謝安琪、麥浚龍 |          |

### 四台聯頒音樂大獎
四台聯頒音樂大獎是由香港四大電子傳媒機構（電視廣播有限公司、香港電台、商業電台及新城電台）聯合頒發予在以上機構各自舉辦的頒獎禮結果中，得獎總數最多的音樂創作人及歌手，以下是雷頌德歷年來獲頒發的獎項：
| 年份   | 獲頒獎項         | 得獎作品       | 合作歌手 | 參考資料 |
| ------ | ---------------- | -------------- | -------- | -------- |
| 1996年 | 歌曲大獎（作曲） | 《風花雪》     | 陳慧琳   |          |
| 1996年 | 大碟大獎（監製） | 《Perhaps...》 | 黎明     |          |
| 1996年 | 傳媒大獎（作曲） |                |          |          |
| 1997年 | 歌曲大獎（作曲） | 《星夢情真》   | 陳慧琳   |          |
| 1997年 | 傳媒大獎（作曲） |                |          |          |
| 1999年 | 大碟大獎（監製） | 《Leon Now》   | 黎明     |          |
| 2002年 | 傳媒大獎（作曲） |                |          |          |
| 2003年 | 大碟大獎（監製） | 《10號》       | 梁漢文   |          |
| 2003年 | 傳媒大獎（作曲） |                |          |          |
| 2004年 | 歌曲大獎（作曲） | 《小城大事》   | 楊千嬅   |          |
| 2004年 | 傳媒大獎（作曲） |                |          |          |
| 2006年 | 大碟大獎（監製） | 《Human我生》  | 古巨基   |          |
| 2009年 | 傳媒大獎（作曲） |                |          |          |

## 爭議

### 被指抄歌
早年雷頌德出道時，已經被懷疑抄襲其他作品，如1998年黎明的《Happy 2000》就被指抄襲外國的《CANDY》。對於這些批評雷頌德經常不以為意，於2000年被網上報章報導有音樂人批評雷頌德抄歌，雷頌德認為批評者別有用心，並暗指批評者為林敏驄及黃偉文。

### 側田事件
音樂人雷頌德因為側田新碟《No Protection》而惹來抄歌的嫌疑，更因此登上了娛樂版頭條。雷頌德則回應「有點黑心，明知我今日開心日，故意校正時間整到我唔開心，今日好彩做善事，唔係我生日，我做騷好開心，並無影響心情。細節我唔講，我知自己做緊乜，鍾意首歌人會知我有放Heart。」。

## 外部連結
- 雷頌德的Instagram帳戶
- 雷頌德的Facebook專頁
- 雷頌德的新浪微博
- Amusic 官方網
- CASH創作人誌 - 雷頌德（页面存档备份，存于）
- 騰訊微博官方網（页面存档备份，存于）